# Credit One Charleston Open 2023 - Qualificazioni singolare
Le qualificazioni del singolare del Credit One Charleston Open 2023 sono un torneo di tennis preliminare per accedere alla fase finale della manifestazione. Le vincitrici dell'ultimo turno sono entrate di diritto nel tabellone principale. In caso di ritiro di una o più giocatrici aventi diritto a queste sono subentrate le lucky loser, ossia le giocatrici che hanno perso nell'ultimo turno ma che avevano una classifica più alta rispetto alle altre partecipanti che avevano comunque perso nel turno finale.

## Teste di serie
1. Tamara Korpatsch (primo turno)
2. Anna-Lena Friedsam (qualificata)
3. Magdalena Fręch (ultimo turno)
4. Laura Siegemund (primo turno)
5. Viktorija Golubic (primo turno)
6. Taylor Townsend (ritirata, in gara a Miami)
7. CoCo Vandeweghe (primo turno)
8. Kristina Mladenovic (primo turno)

1. Elizabeth Mandlik (primo turno)
2. Heather Watson (ultimo turno)
3. Ashlyn Krueger (ultimo turno)
4. Louisa Chirico (qualificata)
5. Paula Ormaechea (qualificata)
6. Katherine Sebov (qualificata)
7. Yuriko Miyazaki (primo turno)
8. Kayla Day (qualificata)

## Qualificate
1. Kayla Day
2. Anna-Lena Friedsam
3. Paula Ormaechea
4. Sachia Vickery

1. Sabine Lisicki
2. Hailey Baptiste
3. Louisa Chirico
4. Katherine Sebov

## Tabellone

### Legenda
| - Q = Qualificato - WC = Wild card - LL = Lucky loser | - ALT = Alternate - SE = Special Exempt - PR = Protected Ranking | - w/o = Walkover - r = Ritirato - d = Squalificato |

### Sezione 1
|  | Primo turno | Primo turno      | Primo turno  | Primo turno | Primo turno |  |  | Ultimo turno | Ultimo turno | Ultimo turno | Ultimo turno | Ultimo turno |  |
|  |             |                  |              |             |             |  |  |              |              |              |              |              |  |
|  | 1           | Tamara Korpatsch | 6            | 2           | 1           |  |  |              |              |              |              |              |  |
|  |             | Ann Li           | 2            | 6           | 6           |  |  |              | Ann Li       | Ann Li       | 2            | 4            |  |
|  |             | Gabriela Lee     | Gabriela Lee | 2           | 65          |  |  | 16           | Kayla Day    | Kayla Day    | 6            | 6            |  |
|  | 16          | Kayla Day        | Kayla Day    | 6           | 7           |  |  |              |              |              |              |              |  |

### Sezione 2
|  | Primo turno | Primo turno        | Primo turno | Primo turno | Primo turno |  |  | Ultimo turno | Ultimo turno       | Ultimo turno | Ultimo turno | Ultimo turno |  |
|  |             |                    |             |             |             |  |  |              |                    |              |              |              |  |
|  | 2           | Anna-Lena Friedsam | 7           | 4           | 6           |  |  |              |                    |              |              |              |  |
|  | WC          | Liv Hovde          | 64          | 6           | 2           |  |  | 2            | Anna-Lena Friedsam | 6            | 3            | 6            |  |
|  |             | Asia Muhammad      | 6           | 6           | 6           |  |  |              | Asia Muhammad      | 1            | 6            | 3            |  |
|  | 9           | Elizabeth Mandlik  | 7           | 4           | 2           |  |  |              |                    |              |              |              |  |

### Sezione 3
|  | Primo turno | Primo turno     | Primo turno     | Primo turno | Primo turno |  |  | Ultimo turno | Ultimo turno    | Ultimo turno | Ultimo turno | Ultimo turno |  |
|  |             |                 |                 |             |             |  |  |              |                 |              |              |              |  |
|  | 3           | Magdalena Fręch | Magdalena Fręch | 6           | 6           |  |  |              |                 |              |              |              |  |
|  |             | Lina Glushko    | Lina Glushko    | 1           | 2           |  |  | 3            | Magdalena Fręch | 3            | 6            | 63           |  |
|  |             | Jamie Loeb      | Jamie Loeb      | 3           | 4           |  |  | 13           | Paula Ormaechea | 6            | 1            | 7            |  |
|  | 13          | Paula Ormaechea | Paula Ormaechea | 6           | 6           |  |  |              |                 |              |              |              |  |

### Sezione 4
|  | Primo turno | Primo turno      | Primo turno      | Primo turno | Primo turno |  |  | Ultimo turno | Ultimo turno   | Ultimo turno | Ultimo turno | Ultimo turno |  |
|  |             |                  |                  |             |             |  |  |              |                |              |              |              |  |
|  | 4           | Laura Siegemund  | 2                | 7           | 3           |  |  |              |                |              |              |              |  |
|  |             | Sachia Vickery   | 6                | 64          | 6           |  |  |              | Sachia Vickery | 3            | 6            | 6            |  |
|  |             | Robin Montgomery | Robin Montgomery | 2           | 65          |  |  | 11           | Ashlyn Krueger | 6            | 1            | 2            |  |
|  | 11          | Ashlyn Krueger   | Ashlyn Krueger   | 6           | 7           |  |  |              |                |              |              |              |  |

### Sezione 5
|  | Primo turno | Primo turno       | Primo turno     | Primo turno | Primo turno |  |  | Ultimo turno | Ultimo turno   | Ultimo turno | Ultimo turno | Ultimo turno |  |
|  |             |                   |                 |             |             |  |  |              |                |              |              |              |  |
|  | 5           | Viktorija Golubic | 2               | 6           | 2           |  |  |              |                |              |              |              |  |
|  |             | Katarzyna Kawa    | 6               | 3           | 6           |  |  |              | Katarzyna Kawa | 7            | 6(1)         | 3            |  |
|  | WC          | Sabine Lisicki    | Sabine Lisicki  | 6           | 7           |  |  | WC           | Sabine Lisicki | 6(1)         | 7            | 6            |  |
|  | 15          | Yuriko Miyazaki   | Yuriko Miyazaki | 1           | 65          |  |  |              |                |              |              |              |  |

### Sezione 6
|  | Primo turno | Primo turno      | Primo turno      | Primo turno | Primo turno |  |  | Ultimo turno | Ultimo turno    | Ultimo turno    | Ultimo turno | Ultimo turno |  |
|  |             |                  |                  |             |             |  |  |              |                 |                 |              |              |  |
|  | Alt         | Hailey Baptiste  | Hailey Baptiste  | 6           | 6           |  |  |              |                 |                 |              |              |  |
|  |             | Marcela Zacarías | Marcela Zacarías | 2           | 1           |  |  | Alt          | Hailey Baptiste | Hailey Baptiste | 7            | 6            |  |
|  | WC          | Maria Mateas     | 7                | 4           | 4           |  |  | 10           | Heather Watson  | Heather Watson  | 5            | 3            |  |
|  | 10          | Heather Watson   | 63               | 6           | 6           |  |  |              |                 |                 |              |              |  |

### Sezione 7
|  | Primo turno | Primo turno     | Primo turno     | Primo turno | Primo turno |  |  | Ultimo turno | Ultimo turno   | Ultimo turno   | Ultimo turno | Ultimo turno |  |
|  |             |                 |                 |             |             |  |  |              |                |                |              |              |  |
|  | 7           | CoCo Vandeweghe | CoCo Vandeweghe | 1           | 2           |  |  |              |                |                |              |              |  |
|  |             | Elvina Kalieva  | Elvina Kalieva  | 6           | 6           |  |  |              | Elvina Kalieva | Elvina Kalieva | 4            | 1            |  |
|  |             | Sophie Chang    | Sophie Chang    | 65          | 3           |  |  | 12           | Louisa Chirico | Louisa Chirico | 6            | 6            |  |
|  | 12          | Louisa Chirico  | Louisa Chirico  | 7           | 6           |  |  |              |                |                |              |              |  |

### Sezione 8
|  | Primo turno | Primo turno          | Primo turno     | Primo turno | Primo turno |  |  | Ultimo turno | Ultimo turno         | Ultimo turno         | Ultimo turno | Ultimo turno |  |
|  |             |                      |                 |             |             |  |  |              |                      |                      |              |              |  |
|  | 8           | Kristina Mladenovic  | 6               | 4           | 3           |  |  |              |                      |                      |              |              |  |
|  | WC          | Francesca Di Lorenzo | 3               | 6           | 6           |  |  | WC           | Francesca Di Lorenzo | Francesca Di Lorenzo | 4            | 2            |  |
|  |             | Gabriela Cé          | Gabriela Cé     | 2           | 1           |  |  | 14           | Katherine Sebov      | Katherine Sebov      | 6            | 6            |  |
|  | 14          | Katherine Sebov      | Katherine Sebov | 6           | 6           |  |  |              |                      |                      |              |              |  |